# MOTHER1+2
『MOTHER1+2』（マザーワンツー）は、2003年6月20日に任天堂より発売されたゲームボーイアドバンス用ゲームソフト。

## 概要
タイトル通りMOTHERシリーズの第1作『MOTHER』と、第2作『MOTHER2 ギーグの逆襲』を収録している。
キャッチコピーは「おとなもこどもも、おねーさんも、ふたたび！」。これは『MOTHER2』のキャッチコピー「おとなも こどもも おねーさんも。」を踏まえたもので、糸井重里が担当した。
予約特典として、2作目のキャラクター「どせいさん」をモチーフにした特製ストラップが付属した。
ゲーム内の人物や舞台、システムについてはそれぞれの作品のページを参照。

## 仕様変更

### 機種依存・その他の変更
- スリープ機能の追加
- 画質、解像度、音色、音質の変化
- 画面サイズ変更に伴い、文字の空白部分が無くなった

### MOTHER
オリジナル版からの変更点が多く、イベント・グラフィック・アイテム・テキスト等に関連した変更は国外版仕様とほぼ同一のもの。
- ゲーム開始時の名前入力で主人公以外の仲間のデフォルトネームが表示されるようになった。
- 戦闘シーンのSEの逆転（敵の攻撃開始SE「ブービー」と味方の攻撃開始SE「ピコッ」）。
- BGMの変更。具体的には三角波がパルス波になっている。また、パーカッションのサンプリング音が再現されておらず、フィールドやティンクル小学校などでバスドラム（低音域）とスネアドラム（中音域）の逆転が起きている。
- エンカウントバランスの変化。
- エンカウント時の表現がファミリーコンピュータ版の円状のエフェクト発生による暗転ではなく、モザイクが画面にかかる表現に変更。
- 体力僅少時の警告表示の変更。
- イベント・エンディングの追加、演出の変更（エンディングのスタッフロールBGMも国外版と異なる）。
- 新アイテムや店の追加。
- ダッシュ機能・便利ボタン機能の追加。
- 歩幅の変更。
- CERO審査に伴う、喫煙・出血等に関連した敵グラフィックの差し替え[3]。
- CERO審査に伴う、年齢制限に関わる台詞やテキストの変更[3]。
- 宗教に関連したグラフィックの差し替え（十字架型の墓など）。

### MOTHER2 ギーグの逆襲
- 一部台詞やテキストの変更。
- バグ修正。
- BGMのモノラル化（機種依存の音源）[注 1]。
- 半歩進む距離が短縮。
- 敵との通常接触時のエフェクトが若干青くなった。

## MOTHER1+2 オリジナル・サウンドトラック
2003年8月20日に発売された。サウンドトラックと銘打たれているが実質的にはアレンジアルバムであり、『MOTHER』から10曲、『MOTHER2 ギーグの逆襲』から16曲収録されている。収録曲の内、過去に発売された『MOTHER』のサウンドトラック、『MOTHER2』のサウンドトラックに収録されなかった楽曲は本CDで正式な曲名が判明している。